# Erling Persson
Erling Persson (* 21. Januar 1917 in Borlänge; † 28. Oktober 2002 in Stockholm) war ein schwedischer Unternehmer und Gründer des Textilhandelsunternehmen H&M.
Die Idee zur Gründung eines Modehauses soll ihm bei einer Reise in die USA nach dem Zweiten Weltkrieg gekommen sein, als er sehr beeindruckt von dortigen großen Mode-Kaufhäusern war. Zurück in Schweden gründete er 1947 sein Unternehmen in Västerås und verkaufte zunächst nur Bekleidung für Frauen. Sein Unternehmen nannte sich „Hennes“, das schwedische Wort für das Possessivpronomen „ihr“. 1968 erwarb er dann „Mauritz Widforss“, ein in Stockholm ansässiges Unternehmen für Jagdausrüstung. Aus dem Kauf ergab sich der Firmenname „Hennes & Mauritz“ – „H&M“. Vor dem Beginn seiner Erfolgsgeschichte hatte Persson in den 1930er Jahren sein Glück im Handel u. a. von Geldbörsen und Weihnachtssternen versucht.
1964 eröffnete Persson den ersten Laden im Nachbarland Norwegen. 1976 wagte er mit Geschäften in Großbritannien den Schritt aus Skandinavien heraus.
1982 folgte ihm sein Sohn Stefan Persson als Geschäftsführer des Unternehmens. Seit 1998 ist er Aufsichtsratsvorsitzender von H&M.